# フリアン・モントージャ
フリアン・モントージャ（Julián Montoya、1993年10月29日 - ）は、トップ14のセクシオン・パロワーズに所属する、アルゼンチン・ブエノスアイレス出身のラグビーユニオン選手。

## プロフィール
- アルゼンチン・ブエノスアイレス出身。
- ポジションは、おもにフッカー(HO)。
- U20アルゼンチン代表に選ばれたことがある[1]
- ワールドカップ2015・2019・2023のアルゼンチン代表に選ばれた[2]

## 略歴
2013年、IRBジュニア世界選手権（現・ワールドラグビーU20チャンピオンシップ）で、アルゼンチンU20代表チームでプレー。 
2014年5月17日、ブラジルで行われた南米ラグビー選手権（South American Rugby Championship）で、アルゼンチン代表として初キャップを獲得、65対9でウルグアイ代表に勝利した。 
パンパスXVを経て、2016年、ハグアレスに加入。 
2020年11月14日、アルゼンチン代表としてオールブラックスとの初戦に先発出場し、アルゼンチンが25-15で初勝利。歴史的金星をつかんだ。 
2021年、オーストラリアのウェスタン・フォースに加入予定だったがビザの関係で断念。同年、イングランドのレスター・タイガースに加入した。 
2024年9月7日、ザ・ラグビーチャンピオンシップ2024のオーストラリア代表戦で、キャプテンで出場。100capを獲得した。 